# Rijksstraatweg (West Betuwe)
De Rijksstraatweg is een belangrijke weg in de Tielerwaard, die Culemborg met Geldermalsen en Waardenburg en tussenliggende plaatsen verbindt. De weg begint nabij het centrum van Culemborg en loopt dan in zuidelijke richting. Via de Nieuwe Brug leidt de route dwars door de kern van Buurmalsen heen. Daarna loopt de Rijksstraatweg een stukje over het dijklichaam langs de Linge, waarna deze rivier via de Lingebrug wordt gekruist. Direct daarna rijdt men door het centrum van Geldermalsen heen. Na Meteren gaat de weg over in Steenweg. Het zuidelijk deel van de weg is in beheer bij de provincie Gelderland en is onderdeel van de N830, die doorloopt tot Gorinchem.

## Geschiedenis
Zoals de naam al zegt, was de Rijksstraatweg – in de volksmond vaak Straatweg genoemd – een weg van interregionaal belang. Tot de aanleg van de huidige A2 in de jaren 1930 was de Rijksstraatweg onderdeel van de route Utrecht – 's-Hertogenbosch. Deze route kende veel veren en smalle bruggetjes. Verder liep de weg door verschillende dorpen en steden heen, wat met het toenemen van het gemotoriseerde verkeer niet gewenst was. In 1940 werd de nieuwe Lingebrug bij Geldermalsen in gebruik genomen. Dit punt stond eerder bekend als flessenhals in de rijksweg Utrecht - 's-Hertogenbosch.
Het Geldermalsense deel van de Rijksstraatweg heette tot halverwege de twintigste eeuw Steenweg, zoals het zuidelijker gelegen deel, in de voormalige gemeente Neerijnen nog steeds heet. Hierdoor komt het dat de straat in de volksmond naast Straatweg ook nog steeds Steenweg wordt genoemd. Omdat de Rijksstraatweg voorheen in zijn geheel dienstdeed als rijksweg, was er begin 20e eeuw al een kilometeraanduiding ingevoerd. Deze oude variant wordt op de huidige N833 nog steeds gehanteerd, met als gevolg dat de N833 pas bij 2,3 begint te tellen.
Het wegvak tussen de provinciale weg N320 ten zuiden van Culemborg en de komgrens van Geldermalsen vormt de N833.

## Veranderingen
Na de aanleg van de A2 in de jaren 1930 was de straat van veel minder belang dan voordien. Echter, de plaatsen Culemborg en Geldermalsen groeiden sterk, waardoor het gebruik van de weg weer toenam. In de jaren 70 en 80 werd de Provincialeweg (N320) ten zuiden van Culemborg aangelegd, waardoor het Culemborgse deel van de Rijksstraatweg een stuk ontlast werd. Om de doortocht door Buurmalsen te ontlasten, waren er plannen voor een rondweg en een nieuwe brug over de Linge. Deze plannen zijn echter, ondanks het vele verzet, afgeblazen.
In de periode na 2013 is vrijwel de gehele Rijksstraatweg (in onafhankelijke fases) van een reconstructie voorzien. Per wegvak gaat het om de volgende zaken:
- In het kader van de reconstructie van de N320 bij Culemborg in 2016 zijn de rotondes Rijksstraatweg/Multatulilaan/Van Limburg Stirumstraat, Rijksstraatweg/Provincialeweg (N320) en het tussengelegen weggedeelte gereconstrueerd. Beide rotondes zijn vervangen door geregelde kruispunten (verkeerslichten), waardoor de doorstroming van het verkeer verbeterd is.
- De provincie startte in 2013 met voorbereidingen voor de reconstructie van het weggedeelte tussen Culemborg en Buurmalsen. Het tracé telt veel bochten en kruisingen en er werd massaal te hard gereden: automobilisten reden in 2013 gemiddeld 95 kilometer per uur, terwijl 80 toegestaan was.[1] Dit leidde tot een relatief hoog aantal ongevallen langs deze route. Er werd onder meer een vrijliggend fietspad aangelegd en de kruisingen met de Beusichemse Broeksteeg en de Oude Hoevenseweg/Kruisweg ondergingen enkele wijzigingen. De Nieuwe Brug werd eind 2020 vervangen door twee aparte overspanningen voor het autoverkeer en de (brom)fietsres.[2][3]
- In 2013 is de Rijksstraatweg binnen de bebouwde kom van Buurmalsen gereconstrueerd.
- Het deel tussen de komgrens van Buurmalsen en de komgrens van Geldermalsen is in 2016 gereconstrueerd. Ook hier zijn vrijliggende fietspaden aangelegd. Hiervoor moest het dijklichaam, waar de Rijksstraatweg ter plaatse op ligt, worden verbreed. Ook is groot onderhoud uitgevoerd aan de Lingebrug.
- De gemeente Geldermalsen heeft de doortocht in het centrum in 2015 gereconstrueerd. Hier is onder meer een nieuwe rotonde aangelegd en een nieuwe verkeerslichteninstallatie geplaatst. De maximumsnelheid op de Rijksstraatweg is verlaagd naar 30 kilometer per uur.
- Eveneens in 2015 heeft de gemeente Geldermalsen groot onderhoud gedaan aan het deel van de Rijksstraatweg tussen de aansluitingen met de Herman Kuijkstraat en de Verlengde Bredestraat. Daarnaast is de bekende zogenaamde perenrotonde met de N327 vervangen door een kruising die met verkeerslichten geregeld wordt. Ook is een andere kruising juist vervangen door een rotonde. Tevens zijn er uitgebreidere fietsvoorzieningen aangebracht.
- Het wegvak tussen de Verlengde Bredestraat en de A15 kent nog de inrichting van enkele tientallen jaren oud.
- Het einde van de Rijksstraatweg, nabij de aansluiting met de A15, heeft enkele jaren geleden[bron?] ook een uitgebreide reconstructie ondergaan.